# Matrimonio igualitario en Polonia
Polonia no reconoce legalmente los matrimonios igualitarios ni las uniones civiles. En 2012, la Corte Suprema dictaminó que las parejas del mismo sexo tienen derechos legales limitados con respecto a la tenencia de un hogar compartido. Algunas leyes también garantizan ciertos derechos limitados a las parejas que cohabitan, incluidas las parejas del mismo sexo. Los cónyuges del mismo sexo de ciudadanos de la Unión Europea también tienen acceso a los derechos de residencia en virtud de una sentencia de junio de 2018 del Tribunal de Justicia de la Unión Europea.
El artículo 18 de la Constitución polaca, adoptada en 1997, se interpretó con frecuencia como una prohibición del matrimonio entre personas del mismo sexo,      pero un fallo judicial de 2022 establece que no impide su reconocimiento. En diciembre de 2023, el Tribunal Europeo de Derechos Humanos dictaminó en Przybyszewska y otros contra Polonia que Polonia estaba violando el artículo 8 del Convenio Europeo de Derechos Humanos al no reconocer las uniones entre personas del mismo sexo, e impuso al gobierno la obligación positiva de introducir una ley de parejas del mismo sexo y reconocer las uniones legalmente contraídas en el extranjero. En octubre de 2024 se presentó al Parlamento de Polonia un proyecto de ley que creaba uniones civiles. Las encuestas sugieren que la mayoría de los polacos apoyan el reconocimiento legal de las uniones registradas y el matrimonio entre personas del mismo sexo.

## Cohabitación no registrada

### Contexto
Las investigaciones históricas han demostrado que durante la Segunda República Polaca algunas parejas establecían "contratos matrimoniales" y vivían juntas en hogares conjuntos. Una asociación conocida fue la de Marian Kuleszyński y Stefan Góralski, ambos residentes de la región de Suwałki a principios de la década de 1920. Si bien su relación carecía de personalidad jurídica formal y se mantenía confidencial, la pareja firmó un acuerdo de facto basado en la fidelidad, la expectativa de un compromiso duradero y un "juramento de amistad para toda la vida". Este juramento incluía estipulaciones de defensa mutua, apoyo y salvaguarda de la confidencialidad de la relación.
En 2004, la Autoridad de Transporte Público de Varsovia anunció que permitiría a las parejas de empleados homosexuales y lesbianas viajar gratis en el sistema de transporte público de la ciudad, lo que marcó el primer caso de reconocimiento de las relaciones entre personas del mismo sexo en Polonia. En 2007, el Centro Municipal de Asistencia Social de Chorzów declaró que reconocería como familia a las personas que cohabitan en el mismo hogar a los efectos asociados con el centro. En 2011, la escritora polaca Izabela Filipiak obtuvo con éxito una tarjeta de residencia para su pareja estadounidense. Además, en 2018, a una pareja de lesbianas se le concedió el derecho a registrar su nombre y el de su pareja en el certificado de nacimiento de su hijo nacido en Gran Bretaña.

### Leyes estatutarias

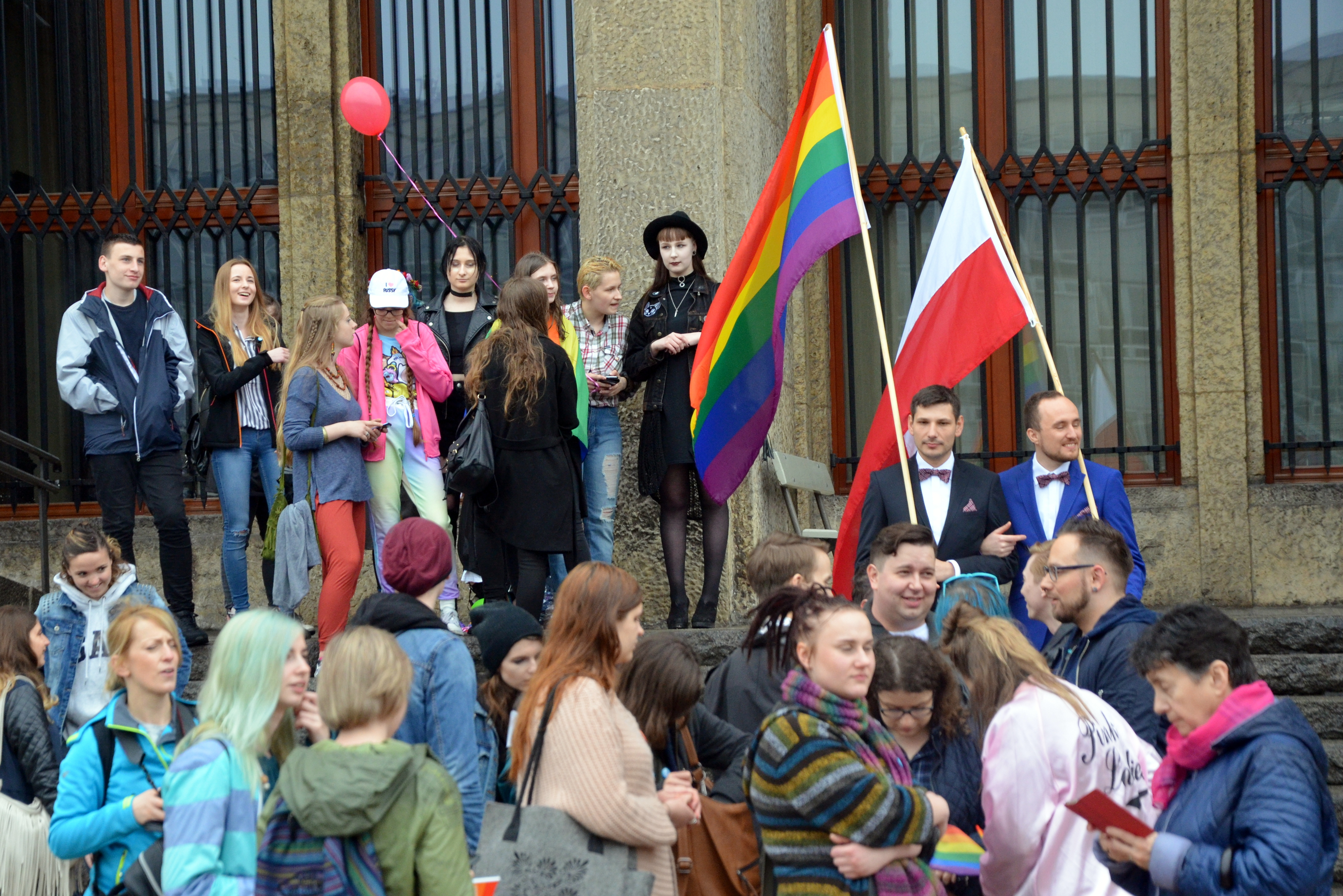
Una pareja del mismo sexo (derecha) en la Marcha por la Igualdad de Cracovia en 2017

Si bien Polonia no cuenta con una ley específica sobre la cohabitación, existen algunas disposiciones en diversos actos jurídicos que reconocen las relaciones entre parejas no casadas y otorgan derechos y obligaciones específicos. Por ejemplo, el artículo 115(11) del Código Penal utiliza el término "persona más cercana" (en polaco osoba najbliższa), definido como "el cónyuge, el ascendiente, el descendiente, el hermano o la hermana, el pariente por afinidad en la misma línea o grado, la persona en relación de adopción, así como su cónyuge y el compañero o compañera de convivencia". La condición de "persona más próxima" otorga el derecho a negarse a testificar contra la pareja según el artículo 182 del Código de Procedimiento Penal. Sin embargo, el término "pareja de hecho" no está definido explícitamente. En febrero de 2016, el Tribunal Supremo de Polonia dictaminó por 6 votos a 1 que el término "pareja de hecho" incluye a las parejas del mismo sexo y, como tal, que una persona en una relación del mismo sexo puede negarse a testificar.
Otras leyes también otorgan un reconocimiento limitado a las parejas del mismo sexo. Desde 2004, cuando una parte de la pareja tiene derecho a prestaciones sociales, también se tienen en cuenta los ingresos de la otra parte. Según el artículo 6.14 de la Ley de ayuda social, de 12 de marzo de 2004, el derecho a las prestaciones sociales depende de los ingresos por persona en la familia. El término "familia" se utiliza en la ley para referirse a las personas que están casadas, en una unión de hecho, que viven juntas y tienen un hogar común. Además, el artículo 3.1(2) de la Ley de Derechos del Paciente, de 6 de noviembre de 2008, permite que una persona sea considerada " persona más próxima" a efectos médicos si su pareja sufre un accidente o está gravemente enferma. La definición de "persona más próxima" incluye a una "persona con pareja estable" ( osoba w trwałym pożyciu ).

### Casos judiciales
El 23 de febrero de 2007, el Tribunal Regional de Białystok se ocupó de la resolución de una disputa económica relativa a la división de bienes entre dos parejas del mismo sexo tras la finalización de su relación. Sostuvo que "la cohabitación (konkubinat) debe entenderse como una comunidad personal y material estable y de facto entre dos personas. El género es irrelevante en este contexto. [...] No existen fundamentos para aplicar normas diferentes a la convivencia homosexual que a la heterosexual". El Tribunal Supremo confirmó la sentencia del tribunal inferior el 6 de diciembre de 2007, sosteniendo que «la protección constitucional del matrimonio no implica que las formas de convivencia distintas del matrimonio estén prohibidas por ley. Tampoco cabe duda de que las distribuciones de bienes entre personas en uniones no matrimoniales son admisibles y de que dichas personas pueden reclamar protección respecto a las relaciones patrimoniales que surjan durante la existencia de dicha unión».
En relación con las prestaciones de vivienda, el Tribunal Administrativo Regional de Gliwice dictaminó el 10 de enero de 2008 que, «en el sentido del artículo 4 de la Ley de 21 de junio de 2001 sobre prestaciones de vivienda, el grupo de personas que residen permanentemente y gestionan un hogar con una persona que solicita una prestación de vivienda... puede incluir a personas independientemente de su relación familiar con el solicitante, incluidas las personas que mantienen una relación de hecho con el solicitante, independientemente de su sexo». En 2010, un tribunal de Złotów dictaminó que la pareja del mismo sexo de una mujer fallecida tenía derecho a continuar el contrato de alquiler de su apartamento común. El municipio apeló la sentencia, pero el tribunal de apelación de Poznań rechazó el recurso. "El tribunal determinó que estas mujeres, de hecho, mantenían una relación de pareja estable. Cualquier otra interpretación conllevaría discriminación por orientación sexual ", declaró el juez Adam Jutrzenka-Trzebiatowski. El 21 de octubre de 2015, el Tribunal Administrativo Regional de Łódź desestimó la solicitud de una mujer para cambiar su apellido por el de su pareja del mismo sexo.
El 28 de noviembre de 2012, el Tribunal Supremo dictaminó, en el asunto III CZP 65/12, que el término "persona que vive en convivencia con el inquilino" (osoba pozostająca we wspólnym pożyciu z najemcą) en el artículo 691(1) del Código Civil incluye a una persona del mismo sexo. Este caso involucraba a un hombre gay cuya pareja, la inquilina principal del departamento que compartían, había fallecido. El tribunal interpretó la ley de manera que reconoció a la persona sobreviviente de la pareja como autorizado a asumir el derecho de arrendamiento. Anteriormente, en marzo de 2010, el Tribunal Europeo de Derechos Humanos había dictaminado en el caso Kozak contra Polonia que una persona que mantiene una relación del mismo sexo tiene derecho a heredar de su pareja. En lo que respecta a los derechos de arrendamiento, el Tribunal de Apelación de Varsovia dictaminó el 26 de junio de 2014 que:
  
No existen razones convincentes en la jurisprudencia ni argumentos sociológicos o psicológicos a favor de distinguir jurídicamente entre los efectos derivados de la cohabitación heterosexual y homosexual (konkubinat); por el contrario, los vínculos afectivos, físicos y económicos derivados de dicha cohabitación son los mismos en ambos casos y pueden crear un vínculo igualmente fuerte. [...] En la actualidad, el concepto de cohabitación se refiere a la vida en común permanente de dos personas, independientemente de su sexo. Las consideraciones constitucionales, es decir, la garantía de igualdad de trato establecida en el artículo 32 de la Constitución de la República de Polonia y la correspondiente prohibición de toda discriminación por motivos de orientación sexual, entre otros, respaldan el reconocimiento de que la negativa a proporcionar cobertura de seguro a las personas del mismo sexo que cohabitan constituye una discriminación por motivos de orientación sexual.

## Uniones registradas
La unión por lo civil (en polaco: rejestrowany związek partnerski) no está disponible en Polonia, a pesar de varios intentos previos fallidos de cambiar la ley. El primer proyecto de ley para reconocer las uniones registradas se presentó en 2002. En 2023, el Tribunal Europeo de Derechos Humanos emitió una sentencia que obligaba a Polonia a reconocer legalmente las uniones entre personas del mismo sexo.

### Primeros sondeos
La primera propuesta legislativa para reconocer las uniones registradas se presentó en 2002, pero no avanzó. En noviembre de 2004, el Senado de Polonia aprobó un proyecto de ley que permite a las parejas del mismo sexo registrar sus relaciones como uniones civiles. Las uniones civiles propuestas por el proyecto de ley habrían otorgado a las parejas una serie de beneficios, protecciones y responsabilidades otorgadas sólo a las parejas casadas de sexo opuesto, incluidos fondos de pensión y beneficios conjuntos relacionados con impuestos y muerte, pero excluyendo el derecho a adoptar niños. El proyecto de ley fue aprobado con 38 votos a favor, 23 en contra y 15 abstenciones. Sin embargo, el proyecto caducó debido a las elecciones generales de 2005. Sólo dos partidos, la Alianza de Izquierda Democrática – Unión Obrera y la Socialdemocracia de Polonia, apoyaron el proyecto de ley, mientras que la Plataforma Cívica (PO), la Liga de Familias Polacas y Ley y Justicia (PiS) se opusieron. El partido Autodefensa de la República de Polonia se mantuvo neutral y el Partido Popular Polaco (PSL) no tomó posición.
A finales de 2007 se propuso un nuevo proyecto de ley sobre uniones registradas, pero el gobierno se opuso y lo rechazó. En 2008, la oposición Alianza de Izquierda Democrática (SLD) redactó otro proyecto de ley, pero finalmente no fue presentado en el Parlamento de Polonia debido a sus escasas posibilidades de éxito.
En junio de 2009, las organizaciones de gays y lesbianas presentaron una petición al presidente del Sejm, Bronisław Komorowski, pidiendo la legalización de las uniones registradas. Algunos políticos de partidos opuestos a las uniones entre personas del mismo sexo, entre ellos Jerzy Buzek (PO) y Michał Kamiński (PiS), habían expresado su apoyo a que se concedieran ciertos derechos a las parejas del mismo sexo. La actitud de algunos representantes de la Iglesia Católica también había cambiado. En enero de 2010, el partido de oposición SLD, en consulta con organizaciones LGBT, preparó un proyecto de ley sobre uniones registradas, inspirado en el proyecto de ley aprobado por el Senado en 2004 y similar al pacto civil de solidaridad francés (PACS). Sin embargo, el proyecto de ley tenía pocas posibilidades de aprobarse en el Parlamento, ya que PO, PiS y PSL anunciaron que no lo apoyarían. 
El 17 de mayo de 2011, el SLD presentó un nuevo proyecto de ley sobre las uniones registradas, inspirado también en la ley francesa PACS. Agnieszka Pomaska, vicesecretaria general de Plataforma Cívica, comentó que era hora de debatir la regulación legal de las relaciones informales, tanto entre personas del mismo sexo como de distinto sexo, y que su partido estaba abierto a debatir las uniones registradas. El primer ministro Donald Tusk anunció que el proyecto de ley "se aprobaría al comienzo del próximo período del Sejm ", pero el presidente Grzegorz Schetyna dijo que no se sometería a votación en el Parlamento durante esa legislatura. Sin embargo, después de recibir una petición a favor del proyecto de ley de unión registrada firmada por 23.500 personas, Schetyna dijo que probablemente presentaría el proyecto de ley para su primera lectura en el Parlamento después del 10 de julio de 2011. Krzysztof Tyszkiewicz, portavoz del grupo parlamentario PO, anunció que el partido apoyaría el proyecto de ley SLD, pero sólo después de las elecciones parlamentarias de octubre de 2011.
En julio de 2011, la Comisión de Política Social y Familiar y la Comisión de Justicia y Derechos Humanos aprobaron el proyecto de ley por 29 votos a favor, 10 en contra y 3 abstenciones. Después de que el proyecto de ley pasara su primera lectura en el Sejm, el Tribunal Supremo expresó su opinión el 9 de octubre de 2011. El tribunal frustró cualquier avance ulterior del proyecto de ley, destacando numerosas deficiencias jurídicas. También afirmó que el registro de parejas de distinto sexo que cohabitan era incompatible con el artículo 18 de la Constitución polaca. Respecto de las relaciones de parejas del mismo sexo, afirmó que la admisibilidad y el alcance de cualquier regulación legal requerían un análisis que tuviera en cuenta las obligaciones jurídicas internacionales y considerara las implicaciones de las recientes sentencias del Tribunal Europeo de Derechos Humanos. Según el profesor Miroslaw Wyrzykowski, jefe del Departamento de Derechos Humanos de la Facultad de Derecho de la Universidad de Varsovia y exjuez del Tribunal Constitucional, la Constitución exige la introducción de las uniones registradas. Al final, el proyecto de ley nunca fue votado por el Parlamento y, por lo tanto, expiró.

### Evolución de los acontecimientos en 2011-2018
Tras las elecciones parlamentarias de octubre de 2011, Janusz Palikot, líder del Movimiento Palikot (RP), dijo que un proyecto de ley sobre uniones civiles sería uno de los primeros proyectos de ley que su partido presentaría al Parlamento. Leszek Miller, jefe del grupo parlamentario SLD, anunció que volverían a presentar el mismo proyecto de ley que se había presentado en los parlamentos anteriores. El vicepresidente del grupo parlamentario del PO, Rafał Grupiński, dijo que sus miembros tendrán libertad de voto sobre el proyecto de ley. El jefe del grupo parlamentario del PSL, Stanisław Żelichowski, dijo que esperaba que el Parlamento ignorara el proyecto de ley. Estaba previsto que a principios de diciembre de 2011 se redactara y presentara al Parlamento un nuevo proyecto de ley basado en el modelo escandinavo (no el PACS francés), aplicable únicamente a las parejas del mismo sexo, como iniciativa conjunta del SLD y el RP. Algunos miembros del PO también declararon su apoyo. El PSL no expresó una posición clara sobre el tema, pero se cree que lo apoya. Sólo el PiS se opuso, aunque algunos de sus miembros, como Witold Waszczykowski, manifestaron su apoyo. 
La eurodiputada Agnieszka Kozłowska-Rajewicz calificó la adopción de la ley sobre uniones civiles como una de sus prioridades, aunque añadió que lo ideal sería la introducción del matrimonio entre personas del mismo sexo. Dijo también que las uniones civiles similares a los PACS franceses eran más populares en aquella época y que la ley sería promulgada en esa legislatura parlamentaria. Por otra parte, un informe gubernamental titulado "Polonia 2030: Tercera ola de modernidad: Estrategia nacional de desarrollo a largo plazo", afirmó que un objetivo para el período de cinco años hasta 2015 sería la igualdad de derechos para las parejas no casadas. Artur Dunin comentó que muchos parlamentarios del PO veían la necesidad de una ley de unión de este tipo, siempre que "no fuera demasiado lejos". El 13 de enero de 2012, el SLD y el RP presentaron conjuntamente dos proyectos de ley sobre uniones civiles ante el Sejm. El primer proyecto de ley era el mismo que había fracasado en el Sejm anterior, similar a la ley PACS francesa (para parejas del mismo sexo y de sexo opuesto), mientras que el segundo proyecto de ley era similar al modelo escandinavo (sólo para parejas del mismo sexo). El PO también tenía la intención de presentar su propio proyecto de ley, que sería similar a la ley PACS francesa pero incluiría algunas diferencias adicionales entre las uniones civiles y los matrimonios. El 28 de junio, una comisión parlamentaria expresó su opinión de que ambos proyectos de ley eran inconstitucionales. El 24 de julio, el Sejm votó en contra de la presentación a primera lectura de ambos proyectos de ley. Un día después, la Plataforma Cívica propuso su propio proyecto de ley, que fue presentado al Parlamento en septiembre. Los tres proyectos fueron rechazados el 25 de enero de 2013 por el Sejm, y la derrota más ajustada fue la del proyecto de ley propuesto por Plataforma Cívica, que perdió por 211 a 228.
Tras las elecciones parlamentarias de 2015, el partido socialmente conservador PiS, que se oponía a las uniones registradas, formó el nuevo gobierno. El 12 de febrero de 2018, el partido Moderno propuso un nuevo proyecto de ley sobre uniones registradas. Se presentó al Sejm en abril de 2018, pero no avanzó más. 

### Sentencias del TEDH y consecuencias
En 2017, cuatro parejas del mismo sexo presentaron una demanda impugnando las leyes que "impedían que dos personas del mismo sexo se casaran y no preveían al menos ninguna otra forma de reconocimiento legal de las relaciones entre dos personas del mismo sexo". Una quinta pareja se unió al litigio en abril de 2018. Sus intentos de obtener licencias de matrimonio fueron rechazados anteriormente con el argumento de que la Constitución y el Código de Familia y Custodia de Polonia definen el matrimonio como "la unión entre una mujer y un hombre". Las parejas recurrieron a los tribunales, pero las decisiones de las autoridades se mantuvieron. El caso finalmente fue apelado ante el Tribunal Europeo de Derechos Humanos (TEDH). En julio de 2020, el tribunal invitó al Gobierno polaco a presentar su posición sobre el tema. Basándose en los precedentes de Oliari y otros contra Italia, en el que el TEDH determinó que «la ausencia de un marco jurídico que permita el reconocimiento y la protección de la relación de los solicitantes viola sus derechos en virtud del artículo 8 », y Orlandi y otros contra Italia, en el que el TEDH dictaminó que Italia debe reconocer los matrimonios entre personas del mismo sexo celebrados en otras jurisdicciones, los defensores esperaban que los casos condujeran al reconocimiento legal de las relaciones entre personas del mismo sexo en Polonia.
El TEDH emitió su sentencia el 12 de diciembre de 2023 en el caso de Przybyszewska y otros contra Polonia, dictaminando que Polonia había violado el Convenio Europeo de Derechos Humanos, específicamente el artículo 8 que protege el derecho a la vida privada y familiar, al no legalizar las uniones entre personas del mismo sexo. El tribunal ya había emitido fallos similares con respecto a Rumania en Buhuceanu y otros, Rusia en Fedotova y otros, Bulgaria en Koilova y Babulkova, y Ucrania en Maymulakhin y Markiv. Impuso al gobierno la obligación positiva de introducir un marco que reconozca las uniones entre personas del mismo sexo. En una sentencia separada emitida el 19 de septiembre de 2024, el Tribunal Europeo de Derechos Humanos dictaminó en Formela y otros contra Polonia que Polonia había violado los derechos de las parejas del mismo sexo al negarse a reconocer las uniones legales entre personas del mismo sexo celebradas en el extranjero. Este caso se centró en una pareja de lesbianas de Gdansk que habían contraído matrimonio civil en Escocia y buscaban el reconocimiento de su unión en Polonia.
Polonia tiene la obligación de aplicar las sentencias del TEDH y legalizar las uniones entre personas del mismo sexo. El 27 de diciembre de 2023, el primer ministro Donald Tusk anunció que un proyecto de ley para legalizar las uniones entre personas del mismo sexo se presentaría y debatiría en el Sejm a principios de 2024, de acuerdo con una promesa hecha durante su campaña en las elecciones de 2023. El proyecto de ley se añadió a la agenda gubernamental el 8 de julio de 2024 y fue presentado públicamente por la Ministra de Igualdad Katarzyna Kotula en octubre de 2024. Permitiría a las parejas de sexo opuesto y del mismo sexo formar uniones registradas, otorgando derechos en áreas de herencia, propiedad, impuestos y manutención, pero no permitiría a las parejas registradas adoptar. Plataforma Cívica y La Izquierda se han comprometido a aprobar el proyecto de ley. En octubre, el arzobispo de Varsovia, Kazimierz Nycz, expresó su apoyo a las uniones civiles y dijo que "la Iglesia no interferirá en el proceso legislativo". El proceso de consulta pública estuvo abierto hasta el 15 de noviembre de 2024. En marzo de 2025, la jefa del Senado, Małgorzata Kidawa-Błońska, dijo que era poco probable que el proyecto de ley se aprobara antes de las elecciones presidenciales de mayo.

## Matrimonio entre personas del mismo sexo

### Redacción constitucional
El artículo 18 de la Constitución de Polonia establece: 

El matrimonio, como unión de un hombre y una mujer, así como la familia, la maternidad y la paternidad, estarán bajo la protección y el cuidado de la República de Polonia.

El artículo fue adoptado en 1997 tras la caída del comunismo. El propósito del artículo ha sido asegurar que los legisladores no pudieran legalizar el matrimonio entre personas del mismo sexo sin cambiar la Constitución.   Los juristas generalmente lo han interpretado como una prohibición constitucional del matrimonio entre personas del mismo sexo.      Varios abogados y juristas han argumentado que el artículo no define formalmente el matrimonio y, si bien promueve los matrimonios entre personas de distinto sexo, no prohíbe en sí mismo el matrimonio entre personas del mismo sexo. Sin embargo, los tribunales han dictaminado varias veces que el artículo 18 especifica que "el matrimonio es la unión exclusivamente entre una mujer y un hombre". El 11 de mayo de 2005, el Tribunal Constitucional dictaminó que:
 La Constitución polaca especifica el matrimonio como la unión exclusiva de una mujer y un hombre. Por tanto, “a contrario”, no permite las relaciones entre personas del mismo sexo. [...] El matrimonio (como unión de una mujer y un hombre) ha obtenido un estatus constitucional independiente dentro del derecho interno de la República de Polonia, sobre la base del artículo 18 de la Constitución. Cualquier cambio de este estatus sólo sería posible mediante una enmienda de la Constitución, según su artículo 235).
El 9 de noviembre de 2010, el Tribunal Constitucional sostuvo que «la doctrina del derecho constitucional también indica que el único elemento normativo que puede descifrarse del artículo 18 de la Constitución es el principio de la heterosexualidad del matrimonio». El 25 de octubre de 2016, el Tribunal Supremo Administrativo de Polonia declaró que:
La Ley de Prestaciones Sanitarias con Financiación Pública no explica, sin embargo, quién es cónyuge. Pero este concepto está suficiente y claramente definido en el mencionado artículo 18 de la Constitución de la República de Polonia, que se refiere al matrimonio como la unión entre una mujer y un hombre. La doctrina subraya que el artículo 18 de la Constitución establece el principio de heterosexualidad del matrimonio, [...] que prohíbe a los legisladores conceder estatutariamente la condición de matrimonio a las relaciones entre personas del mismo sexo. Por lo tanto, es obvio que el matrimonio a la luz de la Constitución, y por lo tanto, a la luz de la legislación polaca, sólo puede ser, y es sólo una unión heterosexual, y por lo tanto las personas del mismo sexo no pueden ser cónyuges en un matrimonio.

### Reconocimiento de matrimonios extranjeros

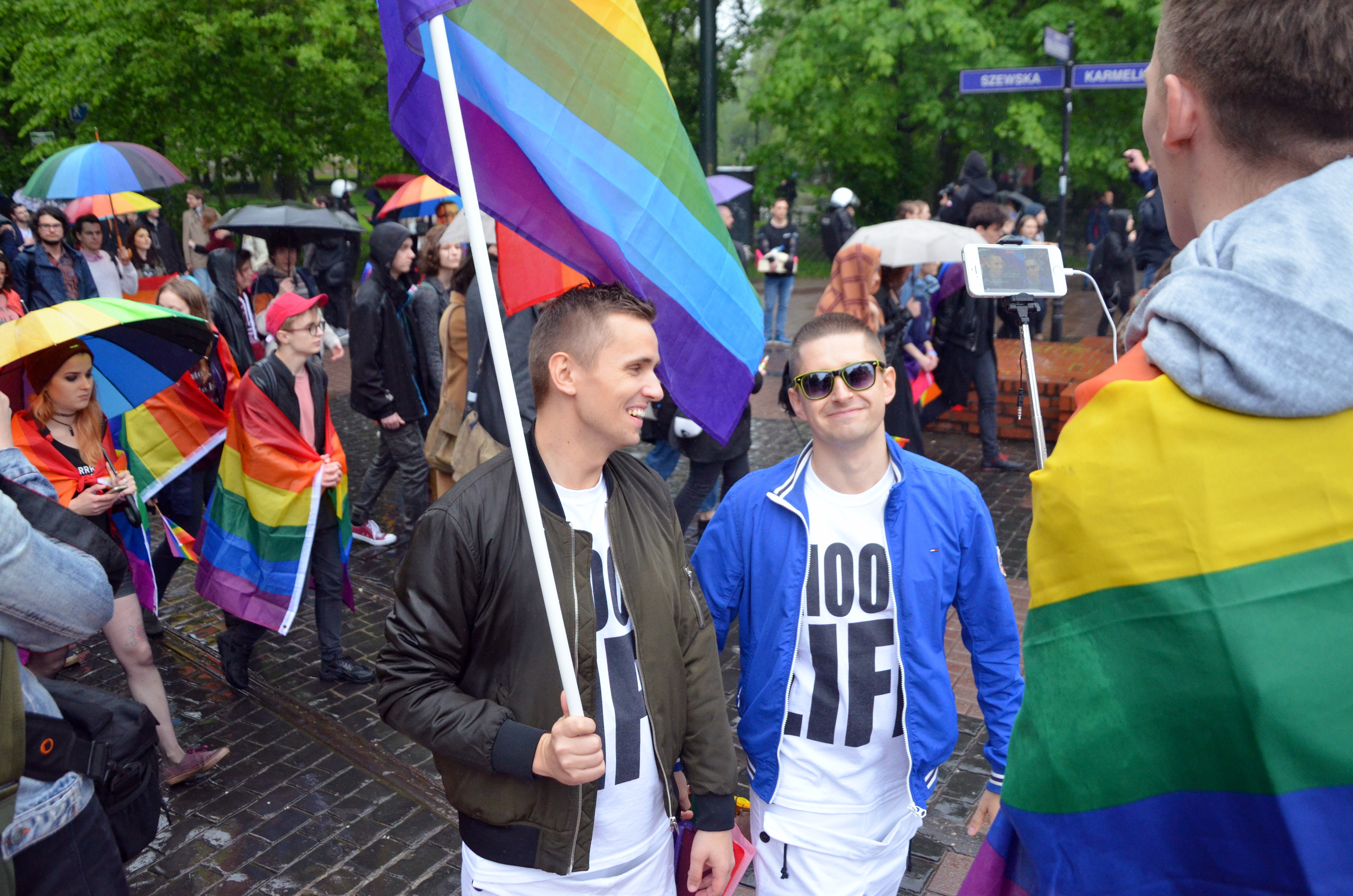
Dawid Mycek (izquierda) y Jakub Kwieciński (derecha), la pareja que presentó una demanda ante el Tribunal Administrativo Supremo solicitando el reconocimiento de los matrimonios extranjeros entre personas del mismo sexo en Polonia, Cracovia, mayo de 2017.

En 2018, al pronunciarse sobre el reconocimiento de los matrimonios homosexuales extranjeros, el Tribunal Supremo Administrativo dictaminó que «el artículo 18 de la Constitución de la República de Polonia, que define el matrimonio como la unión entre un hombre y una mujer, [...] exige que en Polonia solo se considere matrimonio la unión heterosexual». En concreto, el tribunal dictaminó que el registro de los matrimonios entre personas del mismo sexo celebrados fuera de Polonia violaría la Constitución y la Ley de Derecho Internacional Privado ( Polish ).
Para probar la redacción legal, una pareja del mismo sexo, Jakub Kwieciński y Dawid Mycek, solicitó que su matrimonio, celebrado en Portugal en junio de 2017, fuera reconocido en Polonia. Su solicitud fue rechazada por el registro civil de Varsovia, que citó el artículo 18 de la Constitución y argumentó que "transcribir el certificado de matrimonio de dos personas del mismo sexo sería contrario a los principios fundamentales del ordenamiento jurídico de la República de Polonia". El 8 de enero de 2019, el Tribunal Administrativo del Voivodato de Mazovia dictaminó que su matrimonio no podía ser reconocido según la legislación polaca. Sin embargo, en una decisión histórica, dictaminó que si el Código de Familia y otros estatutos preveían el matrimonio entre personas del mismo sexo, el artículo 18 no constituiría un obstáculo directo. La Campaña contra la Homofobia elogió la sentencia, mientras que el Ministerio de Justicia cuestionó la autoridad legal del tribunal. La pareja buscó asesoramiento jurídico sobre si debía apelar ciertas partes de la sentencia, concretamente las relativas a la negativa a reconocer su matrimonio. El 6 de julio de 2022, el Tribunal Administrativo Supremo confirmó la sentencia del tribunal inferior que dictaminó que el matrimonio no podía reconocerse en Polonia. Sin embargo, el tribunal coincidió con la conclusión de que el artículo 18 "no puede en sí mismo constituir un obstáculo para la transcripción de un certificado de matrimonio extranjero si la institución del matrimonio como unión de personas del mismo sexo estaba prevista en el ordenamiento jurídico interno". Kwieciński y Mycek lo calificaron de "sentencia histórica". La sentencia fue calificada de "noticia falsa" por Ordo Iuris, un grupo de reflexión ultraconservador, que señaló que otra sección del fallo afirmaba que el artículo 18 "no prejuzga la imposibilidad de regular legalmente las relaciones entre personas del mismo sexo; sin embargo, enfatiza la protección especial del matrimonio, pero como una relación entre una mujer y un hombre". El tribunal emitió un fallo similar más tarde ese año, confirmando un fallo de un tribunal inferior que decía que el matrimonio de Agata Kowalska y Emilia Barabasz, celebrado en Alemania en 2018, no podía reconocerse en Polonia, pero también que "el artículo 18 no impide al Parlamento introducir la institución de las uniones civiles entre personas del mismo sexo en el futuro". La pareja anunció su decisión de presentar una demanda ante el Tribunal Europeo de Derechos Humanos.
En otro caso, el Tribunal Administrativo Supremo anunció en 2023 que solicitaría al Tribunal de Justicia de la Unión Europea que se pronunciara sobre si los matrimonios entre personas del mismo sexo celebrados en otro Estado miembro de la Unión Europea debían reconocerse en Polonia. Este caso involucra a una pareja polaco-alemana que se había casado en Alemania pero buscaba el reconocimiento de su matrimonio en Polonia.

### Sentencia del Tribunal de Justicia de la Unión Europea de 2018
El 5 de junio de 2018, el Tribunal de Justicia de la Unión Europea falló a favor de una pareja del mismo sexo rumano-estadounidense que pretendía que se reconociera su matrimonio en Rumanía para que el cónyuge estadounidense pudiera residir en el país. El tribunal dictaminó que los Estados miembros de la Unión Europea (UE) deben reconocer la libertad de movimiento y los derechos de residencia de los cónyuges del mismo sexo, siempre que uno de los miembros sea ciudadano de la UE. El tribunal dictaminó que los Estados miembros de la UE pueden elegir si permiten o no el matrimonio entre personas del mismo sexo, pero no pueden obstruir la libertad de residencia de un ciudadano de la UE y su cónyuge. Además, el tribunal dictaminó que el término "cónyuge" es neutral en cuanto al género y no implica necesariamente una persona del sexo opuesto.

### Actuación religiosa
La Iglesia Católica tiene un inmenso prestigio social y un grado considerable de influencia en la política polaca, teniendo estrechos vínculos con el partido socialconservador Ley y Justicia. La Iglesia se opone firmemente al matrimonio entre personas del mismo sexo y no permite que sus sacerdotes oficien en dichos matrimonios. Varios clérigos también han sido acusados de incitación al odio, incluido el arzobispo de Cracovia, Marek Jędraszewski, cuyas declaraciones de 2019 sobre la comunidad LGBT se compararon con una "incitación al genocidio". A pesar de que alrededor del 71% de la población polaca se identifica como católica en 2021 (frente al 88% en 2011), el apoyo al matrimonio entre personas del mismo sexo continúa aumentando de manera constante. Esto puede deberse a un aumento significativo del liberalismo cultural en el ámbito de los derechos individuales en los últimos años, donde la Iglesia tradicionalmente ha tenido más influencia, especialmente en cuestiones familiares. Además, una serie de revelaciones de abusos sexuales a menores por parte del clero católico y la escasa respuesta de la jerarquía eclesiástica para abordar esos casos han contribuido a una disminución de la membresía de la iglesia. Otro factor común citado entre quienes abandonan la Iglesia es "la ira por [su] interferencia en la política y sus opiniones anticuadas", en particular sobre el aborto. En diciembre de 2023, la Santa Sede publicó la Fiducia supplicans, una declaración que permite a los sacerdotes católicos bendecir a las parejas que no se consideran casadas según la enseñanza de la Iglesia, incluida la bendición de las parejas del mismo sexo. La Conferencia Episcopal Polaca sugirió bendecir únicamente a «personas que viven en completa abstinencia».
En mayo de 2024, una pareja católica del mismo sexo fue bendecida en una parroquia de la Iglesia Reformada Polaca en Varsovia por el pastor Michał Jabłoński. Según el periódico Rzeczpospolita, la Iglesia Reformada es la única denominación cristiana en Polonia que bendice las uniones entre personas del mismo sexo.

## Opinión pública

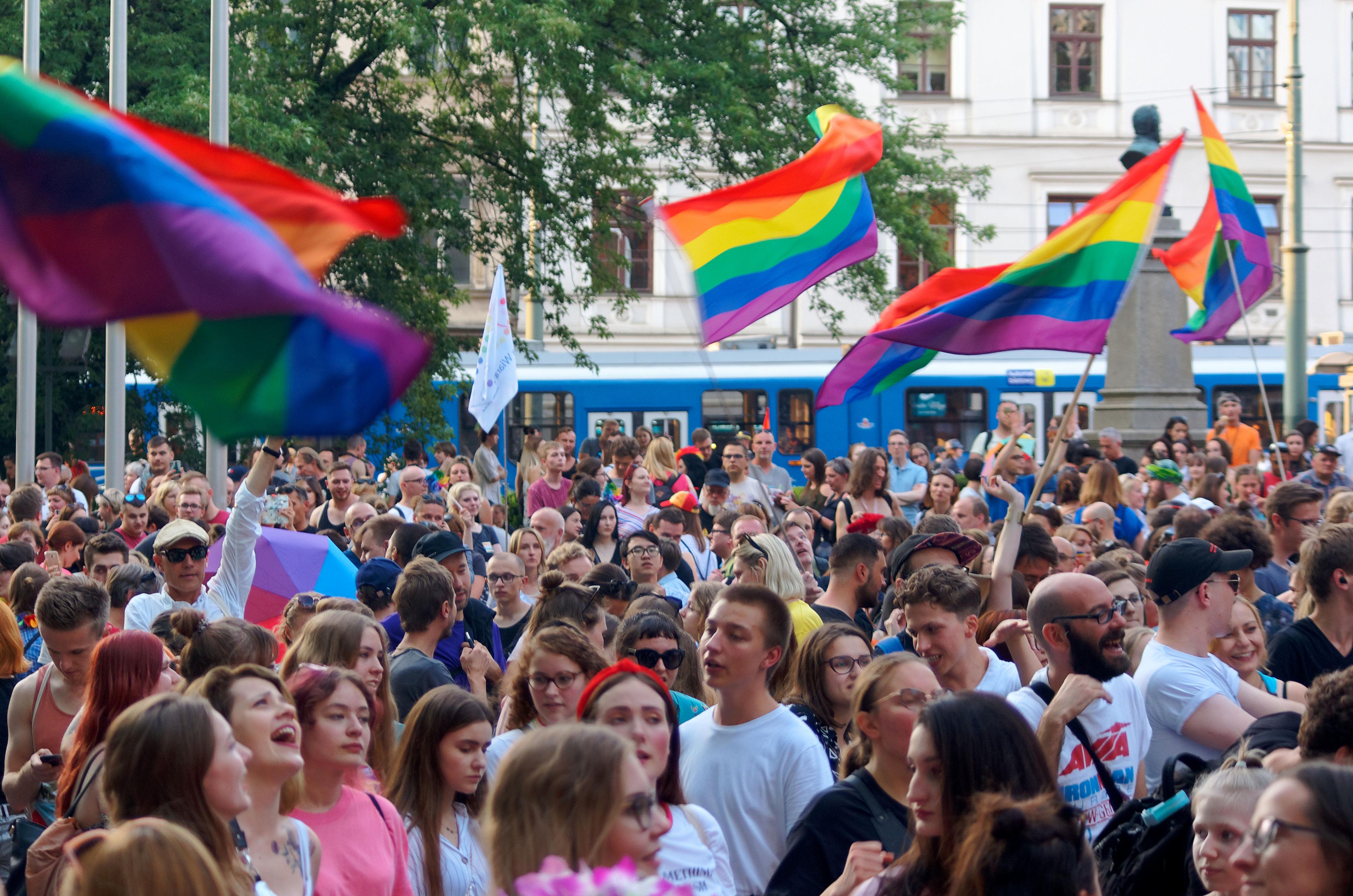
Participantes en una marcha en Cracovia a favor de los derechos LGBT, incluidas las uniones registradas y el matrimonio entre personas del mismo sexo, 2019

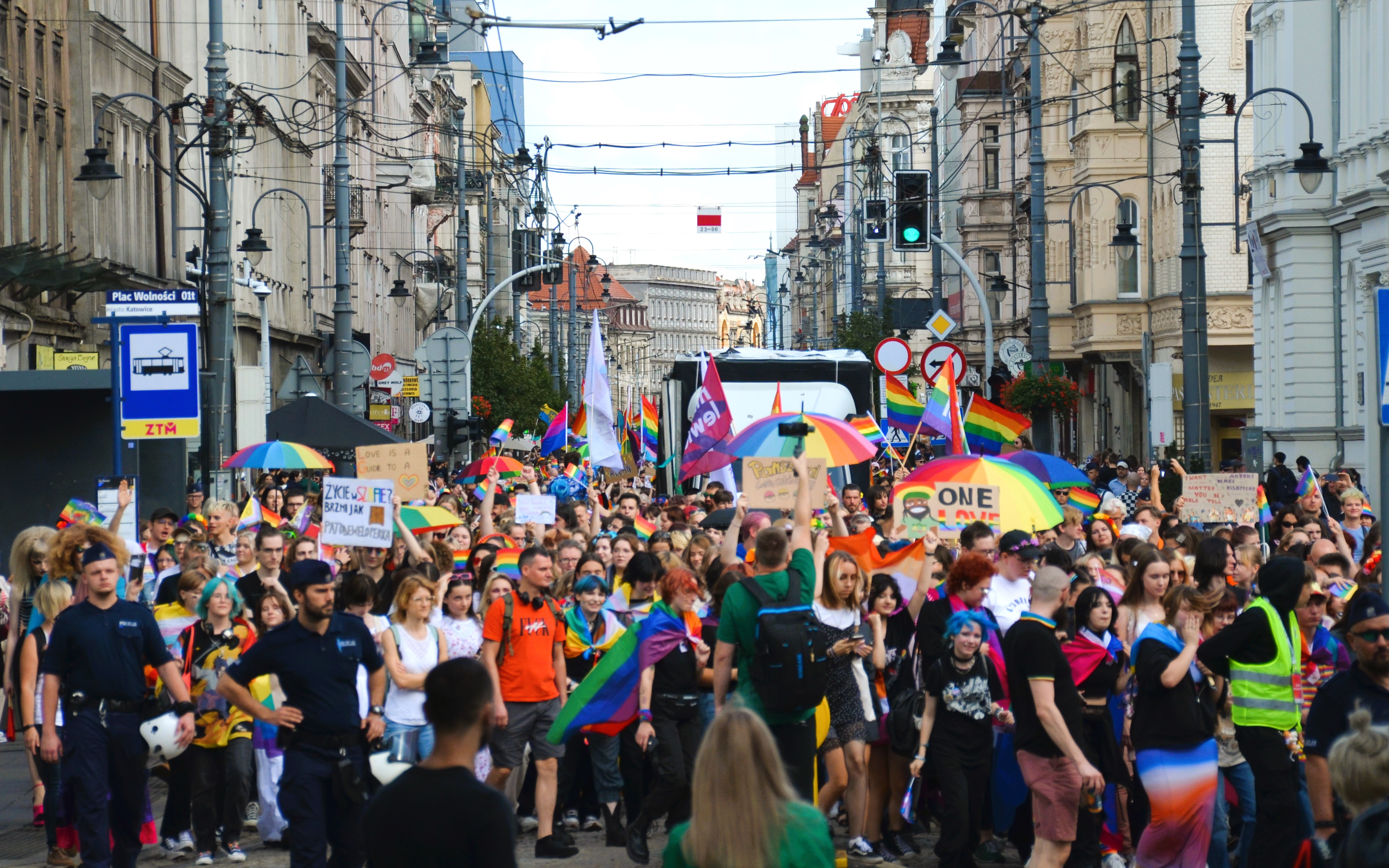
Manifestantes en apoyo a los derechos LGBT y el matrimonio entre personas del mismo sexo en Katowice, 2023

Encuestas recientes han revelado una tendencia a favor del matrimonio igualitario entre personas del mismo sexo y las uniones registradas.  Todas las encuestas de opinión realizadas desde 2022 han revelado que la mayoría de los polacos apoyan las uniones civiles entre personas del mismo sexo. El apoyo a las uniones registradas es mayor entre los jóvenes, las personas con educación superior, que viven en grandes ciudades, que tienen mayores ingresos, que son menos religiosos y que son políticamente de izquierdas.
El Centro de Investigación de Opinión Pública (CBOS) ha realizado encuestas de opinión sobre la cuestión de las uniones registradas y el matrimonio entre personas del mismo sexo desde 2001, aunque a menudo ha encontrado un apoyo limitado en comparación con otras organizaciones de encuesta. En 2001, el 24% de los encuestados apoyaba el matrimonio entre personas del mismo sexo. Esta cifra se redujo al 22% en 2005, aunque ese año el 46% de los polacos expresó su apoyo a las uniones registradas. El apoyo se mantuvo relativamente estable durante los cinco años siguientes, con un respaldo a las asociaciones del 41% y el 45% en 2008 y 2010 respectivamente. En 2011, las organizaciones encuestadoras mostraron que el 25% de los polacos apoyaban el matrimonio entre personas del mismo sexo, mientras que el 69% se oponía. En 2013, situó el apoyo a las uniones de hecho en un 33% y al matrimonio entre personas del mismo sexo en un 26%. Esta encuesta encontró que el apoyo a las uniones registradas entre personas del mismo sexo variaba significativamente según los partidos políticos: el 68% de los votantes de Tu Movimiento (antes RP), el 56% de los votantes de SLD, el 50% de los votantes de PO, el 24% de los votantes de PSL y el 15% de los votantes de PiS.
CEAPP de 2012 ( Centrum Ewaluacji i Analiz Polityk Publicznych ) Una encuesta mostró que, aunque una minoría (23%) de los polacos apoyaba las uniones registradas, la mayoría apoyaba la concesión de diversos derechos y beneficios a las parejas del mismo sexo. El 68% de los encuestados apoyó que se permitiera a las parejas del mismo sexo obtener información médica, el 57% apoyó los derechos de herencia, el 55% apoyó el derecho a una contabilidad fiscal común, el 55% apoyó el derecho a heredar la pensión de una pareja fallecida, mientras que el 20% apoyó el derecho a un reembolso por la fertilización in vitro y el 16% apoyó el derecho de adopción. Una encuesta de TNS OBOP de 2013 mostró que el 67% de los polacos apoyaba la legalización de las uniones registradas para parejas de distinto sexo, aunque sólo el 47% pensaba que debería aplicarse a las parejas del mismo sexo. Esto marcó una disminución respecto de una encuesta TNS OBOP realizada dos años antes, cuando el 54% de los encuestados expresó su apoyo a las uniones registradas entre personas del mismo sexo. INSE 2013 ( Instytut Nauk Społeczno-Ekonomicznych ) Una encuesta reveló que solo el 30% de los polacos estaban a favor de las uniones registradas.
Una encuesta de PBS de 2013 estimó que el 40% de los polacos estaban a favor de las uniones registradas, el 30% a favor del matrimonio entre personas del mismo sexo y el 17% a favor del derecho a la adopción. Una encuesta de 2015 encargada por Miłość Nie Wyklucza encontró que el 55% de los polacos apoyaba alguna forma de reconocimiento para las parejas del mismo sexo, pero solo el 37% apoyaba las uniones y el 29% apoyaba el matrimonio entre personas del mismo sexo. El Eurobarómetro de 2015 reveló que el 28% de los polacos pensaba que se debería permitir el matrimonio entre personas del mismo sexo en toda Europa, mientras que el 61% se oponía. Esto supone un aumento del 11% respecto al Eurobarómetro anterior, realizado en 2006. Además, el número de quienes se “oponen firmemente” al matrimonio entre personas del mismo sexo casi se redujo a la mitad entre 2006 y 2015.
Una encuesta de Ipsos de junio de 2017 reveló que el 52% de los polacos estaban a favor de las uniones registradas y el 38% a favor del matrimonio entre personas del mismo sexo. Según una encuesta del Pew Research Center realizada más tarde ese año, el 32% de los polacos apoyaba el matrimonio entre personas del mismo sexo (el 25% "algo" y el 8% "fuertemente"). En 2018 IBRiS ( Instytut Badań Rynkowych i Społecznych ) ) Una encuesta mostró que el 59% de los polacos apoyaba el reconocimiento de los matrimonios entre personas del mismo sexo válidos celebrados en el extranjero, mientras que el 30% se oponía. Una encuesta realizada por la misma organización de sondeos el año siguiente mostró que el 44% de los polacos apoyaba las uniones registradas, el 32% apoyaba el matrimonio entre personas del mismo sexo y el 12% apoyaba la adopción por parejas del mismo sexo. El Eurobarómetro de 2019 reveló un gran aumento en el apoyo: el 45% de los polacos apoya el matrimonio entre personas del mismo sexo y el 50% se opone. Este aumento del 17% respecto a 2015 fue el segundo más alto de la Unión Europea, después del de Alemania, con un 18%. Entre los países que formaron el antiguo Bloque del Este (excluyendo Alemania Oriental), Polonia ocupó el segundo lugar en apoyo al matrimonio entre personas del mismo sexo, después de la República Checa. Una encuesta de Ipsos de agosto de 2019 para OKO.press mostró cifras similares: 41% a favor del matrimonio entre personas del mismo sexo y 60% a favor de las uniones registradas, al igual que una encuesta de Kantar Group realizada el mes siguiente: 42% a favor del matrimonio entre personas del mismo sexo y 57% a favor de las uniones. Para 2022, el apoyo había aumentado al 64% para las parejas de hecho, al 48% para el matrimonio entre personas del mismo sexo y al 24% para el derecho a la adopción, según una encuesta de IBRiS para Radio ZET.
Una encuesta de GLOBSEC realizada en marzo de 2023 mostró que el 54% de los polacos apoyaba el matrimonio entre personas del mismo sexo, mientras que el 38% se oponía. Esta fue la primera vez que una encuesta encontró un apoyo mayoritario al matrimonio entre personas del mismo sexo en Polonia. El Eurobarómetro de 2023 reveló que el 50% de los polacos pensaba que el matrimonio entre personas del mismo sexo debería legalizarse en toda Europa, mientras que el 45% estaba en desacuerdo. Una encuesta del Pew Research Center de 2023 mostró que el 41% de los polacos apoyaba el matrimonio entre personas del mismo sexo (el 28% "algo" y el 13% "fuertemente"), un aumento del 9% respecto a seis años antes.
En una encuesta realizada en abril de 2024 por United Surveys, el 50% de los encuestados apoyaba el matrimonio entre personas del mismo sexo y el 66% apoyaba las uniones civiles entre personas del mismo sexo. El 86% de los partidarios de la coalición gobernante apoyaban el matrimonio entre personas del mismo sexo y el 97% apoyaban las uniones civiles entre personas del mismo sexo. Una encuesta realizada en junio de 2024 por Rzeczpospolita mostró que el 63% de los encuestados apoyaba las uniones civiles entre personas del mismo sexo, mientras que una encuesta de Ipsos realizada ese mismo mes encontró que el 67% de los polacos apoyaba el derecho de las parejas del mismo sexo a casarse o registrar legalmente su relación. Un estudio de Ipsos de septiembre de 2024 reveló que el 51% de los polacos apoyaba el matrimonio entre personas del mismo sexo, mientras que el 43% se oponía. Además, el 62% de los polacos apoyan las uniones civiles para parejas del mismo sexo, mientras que el 33% se opone.